# An Lư
An Lư là một phường cũ thuộc thành phố Thủy Nguyên, thành phố Hải Phòng, Việt Nam.

## Địa lý
Phường An Lư có vị trí địa lý:
- Phía đông giáp phường Thủy Hà
- Phía tây giáp các phường Dương Quan, Hòa Bình, Thủy Đường
- Phía nam giáp phường Dương Quan và phường Thủy Hà
- Phía bắc giáp phường Hòa Bình và phường Thủy Hà.

Phường An Lư có diện tích 7,24 km², dân số năm 2023 là 17.322 người, mật độ dân số đạt 2.392 người/km².

## Lịch sử
Trước năm 1945, địa bàn xã An Lư thuộc tổng Thủy Tú.
Sau năm 1945, làng Trung Mỹ thuộc xã Ngũ Lão và làng Hà Tây thuộc xã Tam Hà.
Năm 1952, thành lập xã An Chung trên cơ sở 3 làng: Chung Hà, Hà Tây, An Lư.
Tháng 10 năm 1956, chia xã An Chung thành xã Trung Hà và xã An Lư.
Ngày 27 tháng 10 năm 1962, Quốc hội ban hành Nghị quyết về việc sáp nhập tỉnh Kiến An vào thành phố Hải Phòng. Khi đó, xã An Lư thuộc huyện Thủy Nguyên, thành phố Hải Phòng.
Ngày 20 tháng 7 năm 2022, HĐND TP. Hải Phòng ban hành Nghị quyết số 26/NQ-HĐND về việc:
- Thành lập thôn Thắng Lợi trên cơ sở thôn An Thắng và thôn An Lợi.
- Thành lập thôn Hồ Bình trên cơ sở thôn An Hồ và thôn An Bình.
- Thành lập thôn Nội Lập trên cơ sở thôn An Nội và thôn An Lập.
- Thành lập thôn Sim Bấc trên cơ sở Thôn Sim và Thôn Bấc.
- Thành lập thôn Hòa Tiến trên cơ sở thôn An Hòa và thôn An Tiến.

Ngày 24 tháng 10 năm 2024, Ủy ban Thường vụ Quốc hội ban hành Nghị quyết số 1232/NQ-UBTVQH15 về việc sắp xếp đơn vị hành chính cấp huyện, cấp xã của thành phố Hải Phòng giai đoạn 2023 – 2025 (nghị quyết có hiệu lực từ ngày 1 tháng 1 năm 2025). Theo đó, thành lập phường An Lư thuộc thành phố Thủy Nguyên trên cơ sở toàn bộ diện tích tự nhiên là 7,24 km² và quy mô dân số là 17.322 người của xã An Lư.
Ngày 16 tháng 6 năm 2025, Ủy ban Thường vụ Quốc hội ban hành nghị quyết sắp xếp đơn vị hành chính cấp xã của thành phố Hải Phòng năm 2025. Theo đó, một phần diện tích tự nhiên, quy mô dân số của phường An Lư được sắp xếp cùng các đơn vị khác để thành lập phường Thủy Nguyên. Phần còn lại của phường An Lư sau khi sắp xếp cùng phường Thủy Hà thành phường mới có tên gọi là phường Hòa Bình.